# Tapinanthus rubromarginatus
Espèce
Tapinanthus rubromarginatus est une espèce de plantes à fleurs de la famille des Loranthaceae. Les marges des feuilles sont rouges, comme en témoigne le nom spécifique rubro-, qui signifie « rouge », et marginatus, qui signifie « marge ».

## Description

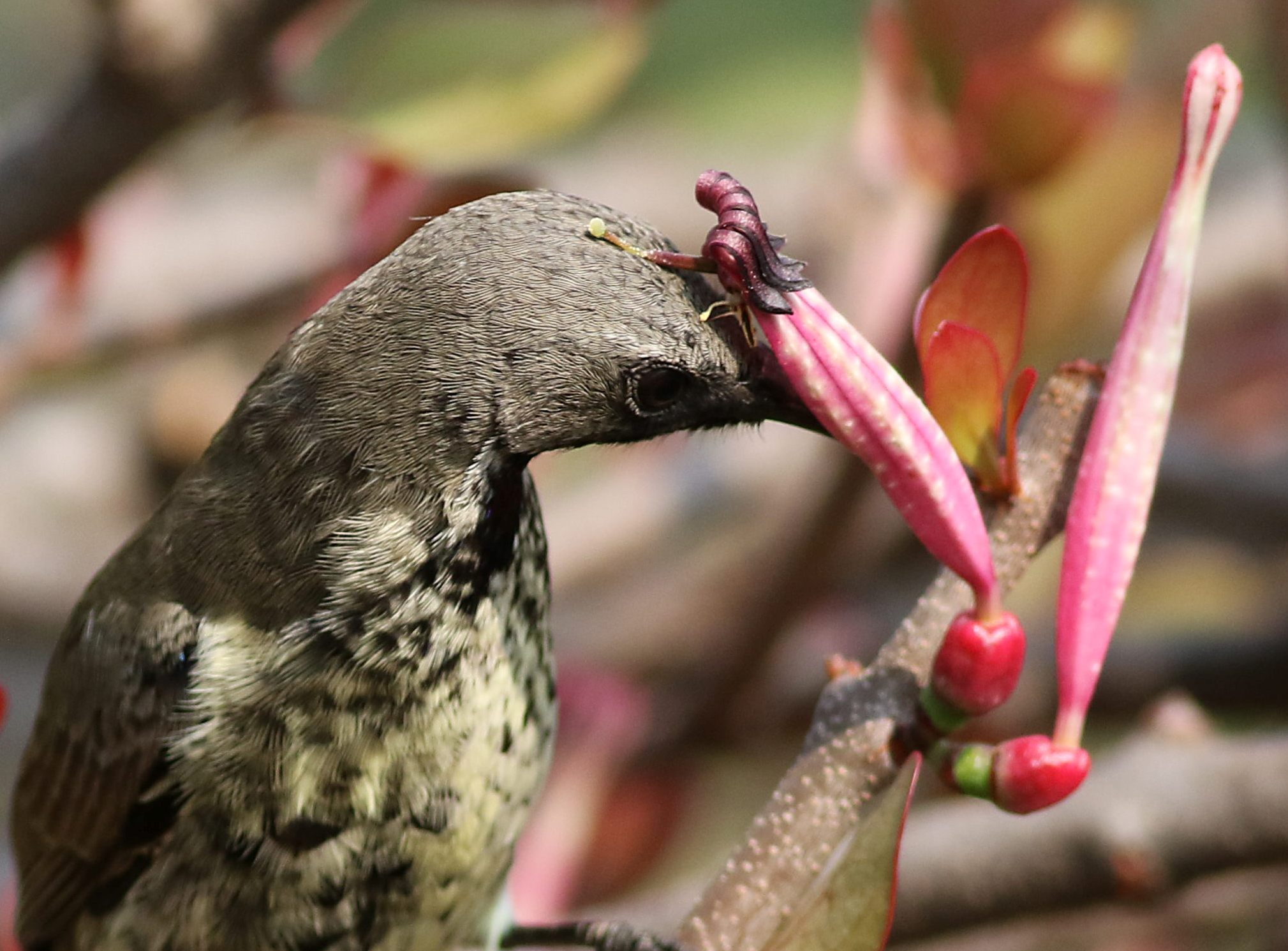
Souimanga se nourrissant du nectar de T. rubromarginatus et contribuant à la pollinisation.

Il s'agit d'un arbuste aérien à feuilles caduques, semi-parasite, qui s'attache à la plante hôte par haustoria. Les feuilles sont groupées et ont des bords étroits et rouge foncé. Les fleurs rouge rosé apparaissent au printemps et les baies sont de la même couleur.

## Répartition et habitat
Tapinanthus rubromarginatus est originaire du nord de l'Afrique du Sud, au nord de la rivière Vaal et de la rivière Pongola, et des hautes terres de l'ouest et du nord de l'Eswatini. Les plantes hôtes sont Protea afra, Protea roupelliae et Faurea saligna.

## Reproduction
Les souimangas sont attirés par le nectar de la fleur et effectuent la majeure partie de la pollinisation. Le pistil et les anthères entrent en contact avec les plumes de la couronne de l'oiseau-soleil lorsqu'il sonde le tube du périanthe. Plusieurs espèces d'oiseaux mangent ce fruit sucré, dont les graines sont enduites d'une colle épaisse et collante. Cette colle adhère au bec et est essuyée sur une autre branche, où la graine est déposée et finit par germer.

## Dénominations
Cette plante est communément appelée Red mistletoe en anglais.

## Systématique
Le nom correct complet (avec auteur) de ce taxon est Tapinanthus rubromarginatus (Engl.) Danser (d).
L'espèce a été initialement classée dans le genre Loranthus sous le basionyme Loranthus rubromarginatus Engl..
Tapinanthus rubromarginatus a pour synonymes :
- Loranthus glabriflorus Conrath
- Loranthus glabrifolius Conrath
- Loranthus rubromarginatus Engl.